# TekWar
TekWar, en serie böcker officiellt skrivna av William Shatner men enligt rykten delvis spökskrivna av Ron Goulart. Bokserien hör till science fiction-genren och handlar om en fiktiv drog vid namn Tek.

## Premiss
Serien utspelar sig under 2100-talet och följer protagonisten Jake Cardigan som satts dit för att ha langat Tek.

## Andra media
Serien har fått ett stort antal spinoffer i andra media, bland annat en serie filmer och en TV-serie där Shatner själv spelar figuren Walter H. Bascom. Ett originellt avslutningstema Real or not komponerade för filmerna av Warren Zevon.
För filmerna från 1994, se:
- TekWar
- TekWar: TekLords
- TekWar: TekLab
- TekWar: TekJustice

För TV-serien från 1995, se:
- TekWar

Ett datorspel vid namn William Shatner's TekWar släpptes 1995, och ett antal serietidningar har getts ut mellan 1992 och 2009.